# Tadeusz Walasek

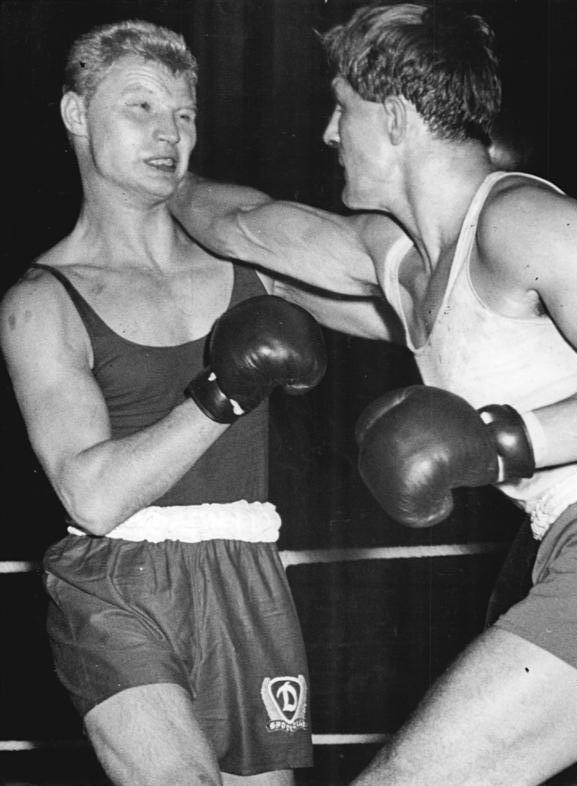
Walasek (rechts) gewinnt beim Turnier in Ost-Berlin 1963 gegen Vielhauer aus der DDR

Tadeusz Walasek (* 15. Juli 1936 in Elzbiecin bei Łomża; † 5. November 2011) war ein polnischer Boxer. Er gewann bei den Olympischen Spielen 1960 in Rom eine Silbermedaille und war Europameister der Amateure 1961 jeweils im Mittelgewicht.

## Werdegang
Tadeusz Walasek kam im Zuge der Kriegswirren, sein Vater war Angehöriger des polnischen II. Korps der Armee des General Anders, im Jahre 1946 nach Breslau. Im Jahre 1949 begann er beim Sportclub Nysie Kłodzko mit dem Boxen. Er machte schnelle Fortschritte und gehörte bereits im Juniorenbereich zu den besten Nachwuchsboxern Polens. Im Laufe seiner langen Karriere gehörte er auch noch den Vereinen Stali Częstochowa, Górnik Zabrze, Sparta Ziębice und Gwardia Warschau an.
1955 wurde Tadeusz Walasek polnischer Juniorenmeister im Mittelgewicht. In diesem Jahr bestritt er im Rahmen eines Junioren-Länderkampfes Polen gegen Rumänien auch seinen ersten internationalen Start. Er verlor dabei gegen Gheorghe Negrea nach Punkten. Im selben Jahr wurde er auch Sieger bei den 5. Welt-Festspielen der Jugend in Warschau im Weltergewicht mit einem Punktsieg über den erfahrenen Rumänen Nicolae Linca, der bei den Europameisterschaften der Senioren 1953 und 1955 jeweils eine Medaille gewonnen hatte.
1956 qualifizierte er sich für den Start bei den Olympischen Spielen in Melbourne, ohne vorher polnischer Meister gewesen zu sein. Er musste aber in Melbourne noch seiner relativen Unerfahrenheit Tribut zahlen, denn er verlor bereits in der 1. Runde gegen den irischen Meister Frederick Tiedt.
Bei der Europameisterschaft 1957 in Prag startete Tadeusz Walasek im Halbmittelgewicht. Er ließ dort sein großes Können aufblitzen und besiegte Ulrich Kienast aus der Bundesrepublik Deutschland, Johnny Cunningham aus England und Iwan Sobolew aus der UdSSR nach Punkten. Im Finale stand er dem italienischen Ausnahmeboxer Nino Benvenuti, dem späteren Olympiasieger und Profi-Weltmeister im Mittelgewicht gegenüber und unterlag diesem nach einem ausgeglichenen Gefecht nur knapp mit 2:3 Punktrichterstimmen.
Im Jahre 1958 wurde Tadeusz Walasek erstmals polnischer Meister im Mittelgewicht. Diesem Titelgewinn folgten in den Jahren 1959 bis 1964 sechs weitere im Mittelgewicht. 1959 startete er wieder bei der Europameisterschaft der Amateure, die in Luzern stattfand. Er siegte dort über Paul Nickel aus Schwerin mit 4:1 Punktrichterstimmen und hatte dann Glück, dass er in seinen beiden nächsten Kämpfen gegen Tommaso Truppi aus Italien und Harry Scott aus England jeweils knappe 3:2 Punktsiege zugesprochen bekam. Das Glück, das er in diesen beiden Kämpfen hatte, fehlte ihm allerdings im Finale gegen den sowjetischen Olympiasieger von 1956 Gennadi Schatkow, denn in diesem Finale sprachen die Punktrichter Schatkow einen knappen 3:2-Punktsieg zu.
Überhaupt hatte es Tadeusz Walasek mit 3:2-Ergebnissen. Denn auch im olympischen Finale 1960 in Rom, in das er sich gekämpft hatte, gab es ein 3:2-Urteil und wieder zuungunsten von Tadeusz Walasek. Die Kampfrichter gaben dem US-Amerikaner Edward Crook mit diesem Ergebnis den Sieg. Tadeus Walasek gewann damit die Silbermedaille. Vor dem Endkampf hatte er Sultan Mahmoud aus dem Irak, Teifion Davies aus Australien, Frederik van Royen aus Südafrika und Ewgeni Feofanow aus der Sowjetunion jeweils nach Punkten besiegt. Es war sicher ein Zufall, dass er in den fünf Kämpfen, die er in Rom bestritt, Gegner aus allen fünf Erdteilen hatte.
Im Jahre 1961 gelang dann Tadeusz Walasek der erste Titelgewinn bei einer internationalen Meisterschaft. Er wurde in Belgrad Europameister der Amateure im Mittelgewicht. Er besiegte dabei Luigo Baseotto auch Italien durch KO in der 3. Runde, bezwang Wasil Paparizow aus Bulgarien und Dragoslav Jakovljević aus Jugoslawien nach Punkten und siegte im Finale über Ewgeni Feofanow durch techn. KO in der 3. Runde.
Nicht am Start war Tadeusz Walasek bei der Europameisterschaft 1963, aber bei den Olympischen Spielen 1964 in Tokio gewann er im Mittelgewicht noch einmal eine Bronzemedaille. Nach Siegen über John Bukowski aus Australien, Joae Aguilar aus Argentinien und Ahmed Hassan aus der Vereinigten Arabischen Republik musste er dabei allerdings im Halbfinale von Waleri Popentschenko aus der UdSSR eine KO-Niederlage hinnehmen.
Dies war sein letzter Start bei einer internationalen Meisterschaft. Tadeusz Walasek vertrat sein Land in den Jahren 1955 bis 1964 auch bei vielen Länderkämpfen, die damals sehr beliebt waren. Sein wichtigster Sieg war dabei unzweifelhaft der Punktsieg über Waleri Popentschenko 1963 in Łódź. Überraschenderweise hatte er mit Boxern aus der BRD mehrmals Schwierigkeiten. So unterlag er 1959 in Essen gegen Ernst Haschka und 1962 in München und 1963 in Breslau gegen Emil Schulz jeweils nach Punkten.
Tadeusz Walasek bestritt insgesamt 421 Kämpfe, von denen er 378 gewann, neunmahl kämpfte er Unentschieden und 34 Kämpfe verlor er. Nach dem Ende seiner aktiven Zeit war er noch 20 Jahre lang Trainer bei verschiedenen Vereinen. Sein erfolgreichster Schüler war dabei Jerzy Rybicki.

## Internationale Erfolge
(OS = Olympische Spiele, EM = Europameisterschaft, We = Weltergewicht, Hm = Halbmittelgewicht, Mi = Mittelgewicht, damals bis 67 kg, 71 kg u. 75 kg Körpergewicht)
- 1955, 1. Platz, 5. Welt-Festspiele der Jugend in Warschau, We, vor Nicolae Linca, Rumänien;
- 1956, 9. Platz, OS in Melbourne, We, Sieger: Niculae Linca vor Frederick Tiedt, Irland, Kevin Hogarth, Australien u. Nicholas Gargano, Großbritannien;
- 1957, 2. Platz, EM in Prag, Hm, hinter Nino Benvenuti, Italien u. vor Iwan Sobolew, UdSSR u. Rolf Caroli, DDR;
- 1959, 2. Platz, EM in Luzern, Mi, hinter Gennadi Schatkow, UdSSR u. vor Harry Scott, England u. Colm McCoy, Irland;
- 1960, Silbermedaille, OS in Rom, Mi, hinter Edward Crook, USA u. vor Ewgeni Feofanow, UdSSR u. Ion Monea, Rumänien;
- 1961, 1. Platz, EM in Belgrad, Mi, vor Ewgeni Feofanow, Dragoslav Jakovljević, Jugoslawien u. Franz Frauenlob, Österreich;
- 1964, 3. Platz, OS in Tokio, Mi, hinter Waleri Popentschenko, UdSSR u. Emil Schulz, Deutschland, gemeinsam mit Francesco Valle, Italien

## Polnische Meisterschaften
(Finalergebnisse, soweit bekannt)
- 1958, 1. Platz, Mi,
- 1959, 1. Platz, Mi,
- 1960, Mi, Punktsieger über Lucjan Słowakiewicz,
- 1961, Mi, Punktsieger über Edmund Dampc,
- 1962, Mi, Punktsieger über Henryk Dampc,
- 1963, Mi, Punktsieger über Lucjan Słowakiewicz,
- 1964, Mi, Punktsieger über Lucjan Słowakiewicz

## Länderkämpfe
- 1955 in Stettin, Polen Jun. gegen Rumänien Jun., Mi, Punktniederlage gegen Gheorghe Negrea,
- 1955 in Helsinki, Finnland gegen Polen, We, Punktsieger über Paavo Rapatti,
- 1956 in Nowa Huta, Polen gegen Ungarn, We, Punktsieger über Andras Doeri,
- 1956 in Warschau, Polen gegen BRD, Hm, KO-Sieger 3. Runde über Walter Madaj,
- 1956 in Stockholm, Schweden gegen Polen, Hm, Abbruch-Sieger 3. Runde über B. Andersson,
- 1956 in Göteborg, Schweden gegen Polen, Hm, KO-Sieger 2. Runde über Sten Ahneloew,
- 1956 in Belgrad, Jugoslawien gegen Polen, Hm, Punktsieger über Dragoslav Jakovljević,
- 1956 in Sarajevo, Jugoslawien gegen Polen, Hm, Punktsieger über Nenad Maric,
- 1957 in Dortmund, BRD gegen Polen, Hm, Punktsieger über Franz-Josef Keul,
- 1957 in London, England gegen Polen, Hm, Punktsieger über Jack Wood,
- 1957 in Manchester, England gegen Polen, Hm, Punktsieger über Jack Wood,
- 1957 in Budapest, Ungarn gegen Polen, Hm, Punktsieger über Laszlo Cziszar,
- 1958 in Łódź, Polen gegen BRD, Mi, Punktsieger über Schwab,
- 1958 in Warschau, Polen gegen Frankreich, Mi, Punktsieger über Michel Gonzales,
- 1958 in Bydgoszcz, Polen gegen Jugoslawien, Mi, Punktsieger über Dragoslav Jakovljevic,
- 1958 in Rostock, DDR gegen Polen, Mi, techn.-KO-Sieger 3. Runde über Bruno Wittkowski,
- 1958 in Breslau, Polen gegen Ungarn, Mi, Punktsieger über Laszlo Cziszar,
- 1959 in Essen, BRD gegen Polen, Mi, Punktniederlage gegen Ernst Haschka,
- 1959 in Zagreb, Jugoslawien gegen Polen, Mi, Punktsieger über Stevan Laskovic,
- 1959 in Ljubljana, Jugoslawien gegen Polen, Mi, Punktsieger über Feketij,
- 1960 in Łódź, Polen gegen BRD, Mi, Punktsieger über Eberhard Radzik,
- 1960 in Gdańsk, Polen gegen DDR, Mi, Punktsieger über Günther Heinrich,
- 1961 in Budapest, Ungarn gegen Polen, Mi, techn.-KO-Sieger 1. Runde über Laszlo Cziszar,
- 1962 in München, BRD gegen Polen, Mi, Punktniederlage gegen Emil Schulz,
- 1962 in Würzburg, BRD gegen Polen, Mi, Punktniederlage gegen Burghard,
- 1962 in Nowa Huta, Polen gegen DDR, Mi, techn.-KO-Sieger 3. Runde über Bernd Anders,
- 1962 in Kalisz, Polen gegen Ungarn, Mi, Abbruch-Sieger 2. Runde über Laszlo Feher,
- 1963 in Łódź, Polen gegen Rumänien, Mi, Punktsieger über Ion Monea,
- 1963 in Posen, Polen gegen DDR, Mi, Punktsieger über Bernd Anders,
- 1963 in Schwerin, DDR gegen Polen, Mi, Punktsieger über Bernd Anders,
- 1963 in Breslau, Polen gegen BRD, Mi, Punktniederlage gegen Emil Schulz,
- 1963 in Łódź, Polen gegen UdSSR, Mi, Punktsieger über Waleri Popentschenko,
- 1964 in Moskau, UdSSR gegen Polen, Mi, Punktniederlage gegen Waleri Popentschenko